# Моховое (Моховское сельское поселение, Пермский край)
Моховое — село в Пермском крае России. 
Входит в Кунгурский район в рамках административно-территориального устройства и в Кунгурский муниципальный округ в рамках организации местного самоуправления.

## География
Село находится в центральной части Кунгурского района недалеко от левого берега Сылвы менее чем в 2 километрах к северо-западу от Кунгура.

## Население
Постоянное население составляло 1251 человек в 2002 году (96 % русские), 1203 человека в 2010 году.

## История
Село известно с 1796 года как деревня. Название дано по местному озеру. В период 1930—1980-х годов существовали колхозы «Моховской», «Сталинский Путь», совхозы «Кунгурский» и «Жилинский». По данным местных краеведов село было основано ссыльным камергером Екатерины II Беспаловым.
До 2004 года село было центром Моховского сельсовета, а с 2004 до 2020 гг. — административным центром Моховского сельского поселения Кунгурского муниципального района.

## Инфраструктура
Сельскохозяйственное предприятие СПК «Согласие», ООО «Кунгурский ЖБИ» (ранее Кунгурский комбинат строительных материалов и конструкций), асфальтовый завод ЗАО «Строительное управление № 913». В селе имеются отделение связи, средняя школа, детсад, дом культуры.

## Климат
Климат умеренно-континентальный с продолжительной снежной зимой и коротким, умеренно-тёплым летом. Средняя температура июля составляет +17,8 0С, января −15,6 0С. Среднегодовая температура воздуха составляет +1,3°С. Средняя продолжительность периода с отрицательными температурами составляет 168 дней и продолжительность безморозного периода 113 дней. Среднее годовое количество осадков составляет 539 мм.